# Traveja
V arhitekturi je traveja modularna ritmična prostorska enota ali skupna celota obočnega polja v srednji ali stranski ladji; tudi sredinska razdalja med dvema stebroma ali slopoma. Meritve se izvajajo od centra do centra. To razlikuje traveje od interkolumnija, jasne razdalje med stebri ali slopi. Izraz se pogosto uporablja v arhitekturi, zlasti v grški in rimski arhitekturi, pa tudi v srednjeveški in islamski arhitekturi.

## Cerkev
Traveja v cerkveni arhitekturi označuje obokan odsek ladje med štirimi nosilci, ki jih pogosto ločujejo pasovi obokov. Traveja je torej prostor med štirimi oporniki - npr. križni kvadrat. Če pogledamo v obokanje ladje, lahko vidimo delitev travej: močna diagonalna obočna rebra, ki segajo od podpor in so v stenah razdeljena z ločilnimi loki, v vzdolžni smeri pa s pasovi obokov.

## Traveja pred korom
Traveja pred korom je v mnogih romanskih ali baročnih cerkvah ločena od preostalega oboka s pasovnimi oboki večjih dimenzij in arhitekturno poudarjena s kupolo, itd. znana je kot traveja pred korom. Pri večjih cerkvenih stavbah s transeptom je po navadi enaka traveji križnega kvadrata.